# 賀茂神社
賀茂神社（かもじんじゃ）とは、京都府京都市にある賀茂別雷神社（上賀茂神社）と賀茂御祖神社（下鴨神社）の2つの神社の総称である。
古代の賀茂県主氏の氏神を祀る神社で、古くは賀茂大神とも呼称した。両社の例祭である葵祭は特に有名で、天皇の勅使を迎える三勅祭のひとつで古来の格式が伝わっている。また、この賀茂神社から勧請を受けた、加茂神社、賀茂神社、鴨神社などといった神社が日本各地に約300社ある。